# 索克村 (伊利諾伊州)
索克村（英語：Sauk Village）是位於美國伊利諾伊州庫克縣的一個村落。

## 地理
索克村的座標為41°29′19″N 87°33′56″W / 41.48861°N 87.56556°W，而該地最高點為海拔高度193米（即633英尺）。

## 人口
根據2010年美國人口普查的數據，索克村的面積為10.06平方千米，當中陸地面積為10.05平方千米，而水域面積為0.01平方千米。當地共有人口10506人，而人口密度為每平方千米1,044人。